# Ерван Ле Пешу
Ерван Ле Пешу (фр. Erwann Le Péchoux; нар. 13 січня 1982 року, Пертюї, Воклюз, Франція) — французький фехтувальник (рапіра), олімпійський чемпіон 2020 року, срібний призер Олімпійських ігор 2016 року в командній рапірі, чотириразовий чемпіон світу, триразовий чемпіон Європи, призер чемпіонатів світу та Європи.

## Виступи на Олімпіадах
| Олімпіада           | Дисципліна           | Місце |
| ------------------- | -------------------- | ----- |
| Афіни 2004          | індивідуальна рапіра | 9     |
| Афіни 2004          | командна рапіра      | 5     |
| Пекін 2008          | індивідуальна рапіра | 7     |
| Лондон 2012         | індивідуальна рапіра | 9     |
| Лондон 2012         | командна рапіра      | 8     |
| Ріо-де-Жанейро 2016 | індивідуальна рапіра | 9     |
| Ріо-де-Жанейро 2016 | командна рапіра      | 2     |
| Токіо 2020          | командна рапіра      | 1     |